# Brezovica, Zagreb
Brezovica är en stadsdel i Zagreb i Kroatien. Stadsdelen har 12 040 invånare (2011) och är en av tre stadsdelar i Novi Zagreb (Nya Zagreb). Sett till folkmängden är Brezovica Zagrebs minsta stadsdel men sett till ytan huvudstadens näst största stadsdel efter Sesvete. 

## Geografi
Brezovica är Zagrebs sydligaste stadsdel och gränsar i norr till Novi Zagreb-zapad. Den norra delen av stadsdelen är låglänt medan de södra delarna är kuperade. Den södra delen är delvis skogstäckt och i stadsdelen finns även ängar och betesmarker. Genom hela Brezovica skär mindre vattendrag.

## Historia
Brezovica omnämns för första gången i stadgar från år 1277 som slår fast att knezen Ivan, Jaroslavs son och Okić Grads herre, har förlänat ett gods och kapell till cisterciensmunkarna. I dokument från medeltiden nämns byarna Demerje, Hudi Bitek, Obrež, Štrpet, Lipnica, Grančari och Kraljevec. År 1334 omnämns Brezovicas församlingskyrka och i dokument från år 1522 framgår att Katarina Ivanović styr i staden. Efter hennes styre hamnade Brezovica i Mrnjavčić-ättens ägo som styrde det dåvarande samhället fram till år 1663 då ätten avlöstes som stadens härskare av Zrinski-ätten. Från år 1680 styrdes staden av Drašković-ätten som under 1700-talet lät uppföra en ny församlingskyrka och ett barockslott.

## Lista över lokalnämnder
I Brezovica finns 12 lokalnämnder (mjesni odbori) som var och en styr över ett mindre område:
- Brezovica
- Demerje
- Dragonožec
- Havidići
- Horvati
- Kupinečki Kraljevec-centar
- Kupinečki Kraljevec I
- Kupinečki Kraljevec II
- Lipnica
- Odranski Obrež
- Odranski Strmec
- Trpuci

## Arkitektur och stadsbild
- Till stadsdelens äldre byggnader hör Brezovicaslottet från 1700-talet som idag är i Zagrebs ärkestifts ägo. Slottet, som bär stildrag från barocken, uppfördes ursprungligen av Josip Kazimir Drašković.
- Jungfru Marie himmelsfärds kyrka (Crkva Uznesenja Blažene Djevice Marije) uppfördes år 1756 av Drašković-ätten och bär liksom slottet stildrag från barocken.[4]

## Transport och kommunikationer
Motorvägen A1 passerar genom stadsdelen även om det i Brezovica saknas på- och avfarter till motorvägen.